# Hendrik Vanaudenaerde
Hendrik Vanaudenaerde (Roeselare, 1929 – Roeselare, 2001) was een Belgisch vakbondsbestuurder bij het ACW. Hij onderscheidde zich vooral door zijn hulpacties voor Polen in de jaren 1980 en zijn visie op Wereldsolidariteit.

## Biografie
Hendrik Vanaudenaerde was van jongs af in de diverse verenigingen van het ACW, zoals de KAJ en KWB. Van die laatste was hij van 1963 tot 1988 secretaris van het gewest. Later werd hij nog voorzitter van de KBG in de Heilig-Hartparochie. Hij ontwikkelde een progressieve visie omtrent tal van sociale en economische kwesties zoals het kapitalisme, de wereldeconomie, de rakettenkwestie ...
In het bijzonder zette hij zich vanaf de jaren 1980 in voor Polen. De Koude Oorlog en het Oostblok begonnen barsten te tonen. Vanaudenaerde ijverde er voor om met de ACW-verenigingen de Poolse acties tegen het communisme te ondersteunen. Daarvoor zette hij tal van hulpacties op. Zo stuurde Vanaudenaerde tal van hulpconvooien met voeding en kledij naar Polen in vaak moeilijke omstandigheden. Hij onderhield contacten met eerste syndicale verenigingen zoals Solidarnosc. Zijn aandacht ging ook naar de lokale kloosters die zich voor gehandicaptenzorg inzetten, dit alles in de geest van 'Wereldsolidariteit'. Om de Belgische bevolking met Polen kennis te laten maken liet hij Poolse volksdansgroepen en koren hier optreden. In zijn thuisstad Roeselare maakte hij gebruik van de bevrijding van de stad tijdens de Tweede Wereldoorlog. De stad was een van de steden die door de Poolse legers bevrijd werden.

## Erkenningen
- 1988 - Gouden Ereteken van de H. Donatianus van het Bisdom Brugge
- 2001 - ereburger van de Poolse universiteitsstad Stalowa Wola
- 2011 (postuum) - erkenningsmedaille van het Europees Centrum van Solidarnosz

## Bron
- Ferdy CALLEWAERT. Van De Gilde tot het Algemeen Christelijk Werknemersverbond in de XXste eeuw in Roeselare. Roeselare, 2012.